# Faxian

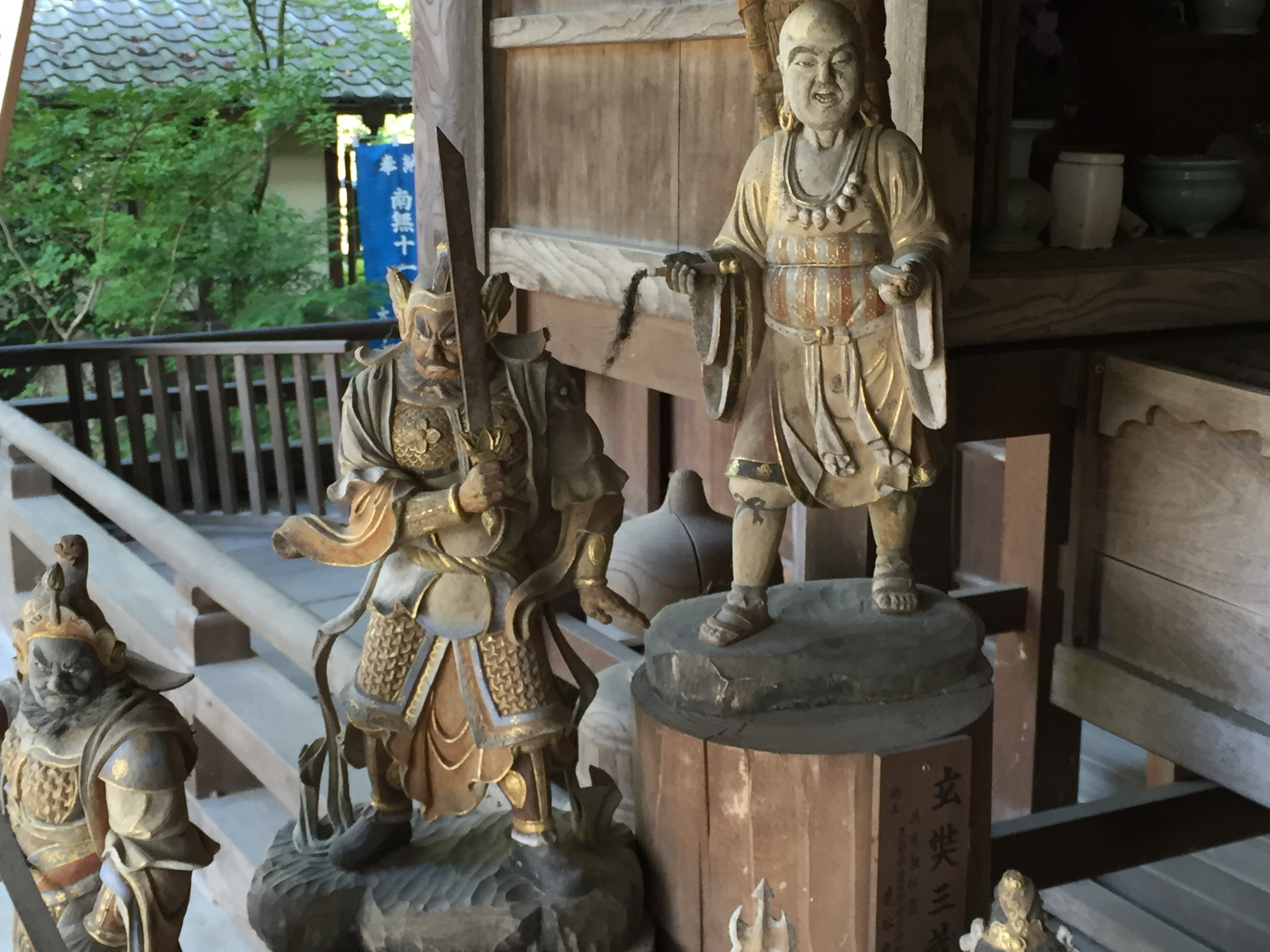

Faxian (även Fa-hsien, Fa-Hien), född omkring 337 i Xiangyuan, död 422 i Nanjing, var en kinesisk buddhistmunk. Han befann sig från 399 till 412 på resa i Indien och Centralasien för att återfinna buddhistiska religiösa handskrifter och ta med sig dessa tillbaka till Kina. När han återvände ägnade han resten av hans liv åt att översätta de skrifter han tog med sig från hans resor. Han översatte bland annat mahasamghikas vinaya, samyuktaagaman, och nirvanasutran.
Han förde detaljerad dagbok över sina resor i Centralasien.

## Verk
- Faxian (översatt år 1886). A Record of Buddhistic Kingdoms; being an account by the Chinese monk Fa-Hien of his travels in India and Ceylon, A.D. 399-414, in search of the Buddhist books of discipline. James Legge (översättning). The Clarendon Press, Oxford. https://archive.org/details/recordofbuddhist00fahsuoft
- Faxian (översatt år 1877). Record of the Buddhistic Kingdoms. Herbert A Giles (översättning). Trubner & Co., London. https://archive.org/details/recordofbuddhist00faxirich